# Крістіан I (курфюрст Саксонії)
Крістіан I (нім. Christian I., 29 жовтня 1560 — 25 вересня 1591 року) — 14-й курфюрст Саксонії в 1586—1591 роках.

## Життєпис
Походив з Альбертинської лінії Веттінів. Шостий син Августа I, курфюрста Саксонії, та Анни Данської. Народився 1560 року в Дрездені. 1565 року після смерті старшого брата Олександра став спадкоємцем трону. З дитинства відзначався слабким здоров'ям. Освіту здобув під орудою Крістіана Шютца. Мав значний вподобання до філіппістів та кальвіністів. 1582 року одружився з Софією з Бранденбурзьких Гогенцоллернів. 1585 року відкинув Формулу Злагоди, підтриману Августом I.
У 1586 році після смерті батька успадкував Саксонське курфюрство та інші володіння. Значний вплив на нього отримав канцлер Ніколаус Крель. 1587 року було скасовано обряд екзорцизму при хрещенні. Того ж року відновив спадковий союз з ландграфством Гессен і курфюрством Бранденбург.
У внітрішній політиці Крель намагався зменшити повноваження таємної ради та вплив в саксонської шляхти в урядових справах. Із цією метою став впроваджувати кальвінізм, обмежуючи лютеранство. Втім плани не були завершені через ранню смерть курфюрста.
У зовнішній політиці було укладено союз зі шваргом Йоганном Казимиром, пфальцграфом Зіммерну. Під впливом останнього доєднався до Союзу оборони та мав намір надати допомогу гугенотам Франції.
Помер від хвороби шлунка в 1591 році в Дрездені. Йому спадкував син Крістіан II.

## Родина
Дружина — Софія, донька Йогана Георга Гогенцоллерна, курфюрста Бранденбургу
Діти:
- Крістіан (1583—1611), 15-й курфюрст Саксонії
- Йоганн Георг (1585—1656), 16-й курфюрст Саксонії
- Анна Сабіна (1586)
- Софія (1587—1635), дружина Франца I, герцога Померанія-Штеттин
- Єлизавета (1588—1589);
- Август (1589—1615)
- Доротея (1591—1617), аббатиса Кведлінбурзького монастиря